# Морковь дикая
Морко́вь ди́кая, или морковь обыкнове́нная (лат. Dáucus caróta) — двулетнее, реже однолетнее травянистое растение, вид рода Морковь (Daucus) семейства Зонтичные.

## Этимология
Родовое название Daucus через одно из народных латинских названий моркови daucum восходит к др.-греч. δαῦκος, вариант др.-греч. δαῦκον — одному из названий некоторых диких зонтичных, таких, как дикая морковь или борщевик золотистый (Malabaila aurea). Корень этого слова, греч. δαίω (daio), означает зажигать, согревать, что связано, вероятно, с едким вкусом плодов.
Видовое название carota происходит от другого народного латинского названия моркови — carōta или cariotta, которое в свою очередь восходит к др.-греч. καρῶτον с тем же значением «морковь».
Русское обиходное название морковь восходит к праслав. *mъrky, род. падеж *mъrkъve.

## Распространение
В диком виде произрастает в Европе, Северной Африке, Западной и Средней Азии.
На территории России встречается на территории Ленинградской области и в южных районах европейской части.
Культивируется на протяжении четырёх тысяч лет, в настоящее время выведено множество разновидностей и культиваров (сортов) этого вида.
Растет по краям полей, на залежах, сухих лугах, среди кустарников, по обочинам дорог, в садах и огородах.

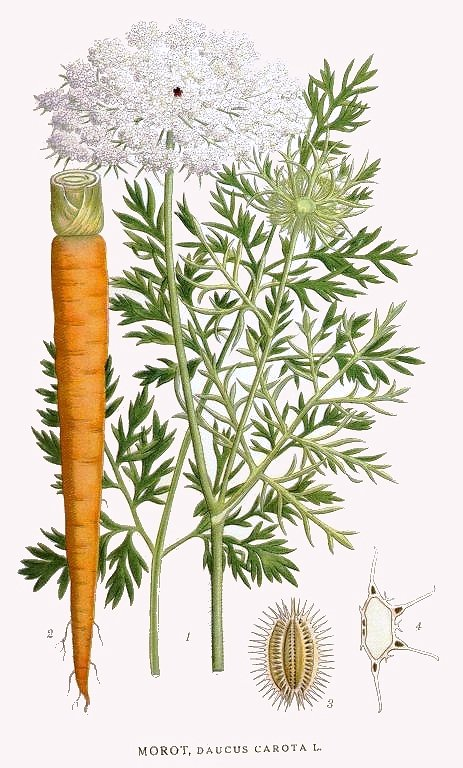
Морковь дикая.

## Ботаническое описание
Двулетнее, редко однолетнее растение.
Корень мясистый, утолщённый, разнообразной окраски и формы, длинный.
Стебель высотой 25—100 см развивается на втором году жизни, простой или в верхней части ветвистый, продольно-бороздчатый, шерстисто-волосистый, как и листья, редко почти голый.
Листья треугольные, яйцевидные либо дважды или трижды продолговато-перисторассечённые, 14—20 см длиной и 4—6 см шириной. Нижние листья на длинных черешках, верхние — сидячие на продолговатом, по краю бело-плёнчатом влагалище. Дольки последнего порядка яйцевидные или продолговатые, зубчатые или надрезанные, по краям слегка завороченные в нижнюю сторону, наверху туповатые с коротким остроконечием.
Цветки частью обоеполые, частью тычиночные; зубцы чашечки мелкие; лепестки белые или жёлтые, редко розовые или пурпурные. Соцветие — многоцветковый, сложный, 10—50-лучевой зонтик, 4—10 см в поперечнике, листочки обёртки многочисленные.
Плоды эллиптические, состоят из двух полуплодиков с четырьмя рёбрышками, снабжённых длинными шипами.
Цветёт в июне—июле. Плоды созревают в августе.

## Химический состав
Во всех частях растения содержится эфирное масло, которое придаёт им специфический запах.
В корнях культурных красно- и желтомясных сортов содержится каротин, тиамин, рибофлавин, пантотеновая и аскорбиновая кислоты, сахара (4,5—15 %), флавоноиды, жирные и эфирные масла, умбеллиферон, соли кальция, фосфора, железа, микроэлементы — кобальт, медь, бор, йод и др. Семена моркови дикой содержат до 1,6 % эфирного масла, составными частями которого являются α- и β-пинен, лимонен, гераниол, цитраль, каротол, азарон и др., жирное масло, включающее глицериды петрозелиновой, пальмитиновой, олеиновой и линолевой кислот. В цветках содержатся флавоноиды кверцетин и кемпферол, а также антоциановые соединения. В плодах до 20 % жирного масла, а также флавоновые производные.
В составе эфирного масла из надземной части дикой моркови найдены следующие компоненты: α- и β-пинен, камфен, сабинен, α- и β-фелландрен, α- и γ-терпинен, лимонен, n-цимол, дауцен, β-элемен, кариофиллен, хамазулен, γ-кадинен, бергаптен, каротол, даукол, апоренон, юниперкамфора, гераниол, геранилацетат и др. Эфирное масло из корней дикой моркови содержит α- и β-пинен, каротол, алифатические альдегиды, муравьиную и уксусную кислоты.
Гераниол обладает антибактериальной активностью по отношению к дифтерийной палочке и гемолитическому стрептококку.

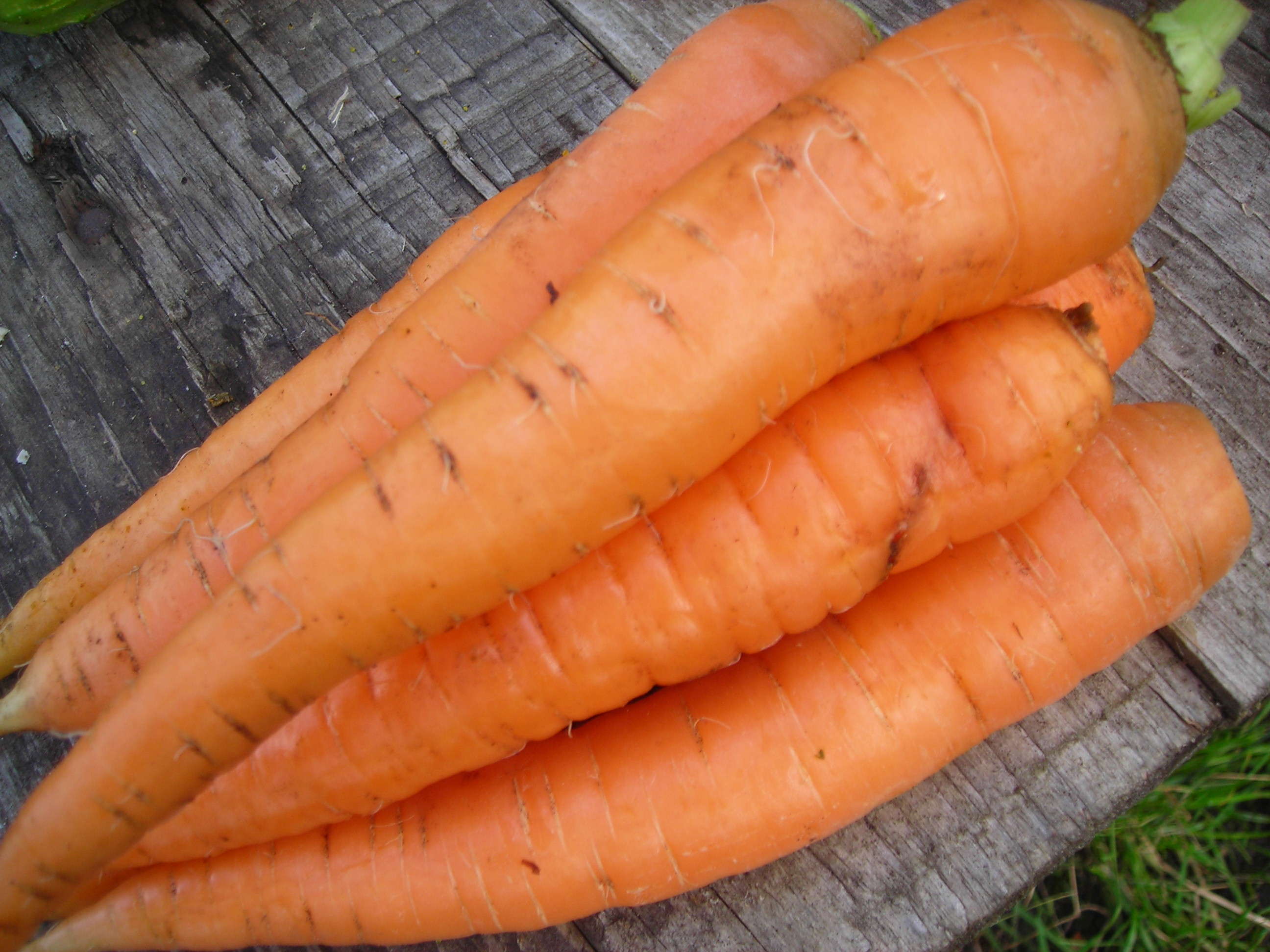
Корнеплоды моркови посевной — подвида моркови дикой

## Значение и применение
Морковь используется человеком на протяжении уже около 4 тыс. лет. Упоминается у древних греков и римлян. Сначала возделывалась как лекарственное, а затем как пищевое и кормовое растение. В Россию завезена в XVI веке.
Цветки плодоносящих стеблей второго года дают медоносным пчёлам нектар.

### Применение в кулинарии
Корни и плоды дикой и культурной моркови могут быть использованы как пряность. Плоды, обладающие жгучим пряным вкусом, употребляют как приправу к блюдам, используют в маринадах, ликёро-наливочном производстве. Испытаны и одобрены в качестве пряности при обработке рыбы. Плоды могут найти применение в консервной промышленности.
Корнеплоды культурной моркови используют в пищу в сыром и варёном виде для приготовления первых и вторых блюд, пирогов, маринадов, консервов и др. Из моркови получают каротин и морковный сок.
В соответствии с директивой Евросоюза морковь является одновременно и фруктом, и овощем, что позволяет, например, Португалии легально производить и экспортировать морковное варенье, которое, по правилам Евросоюза, может производиться только из фруктов[значимость факта?].

### Применение в медицине

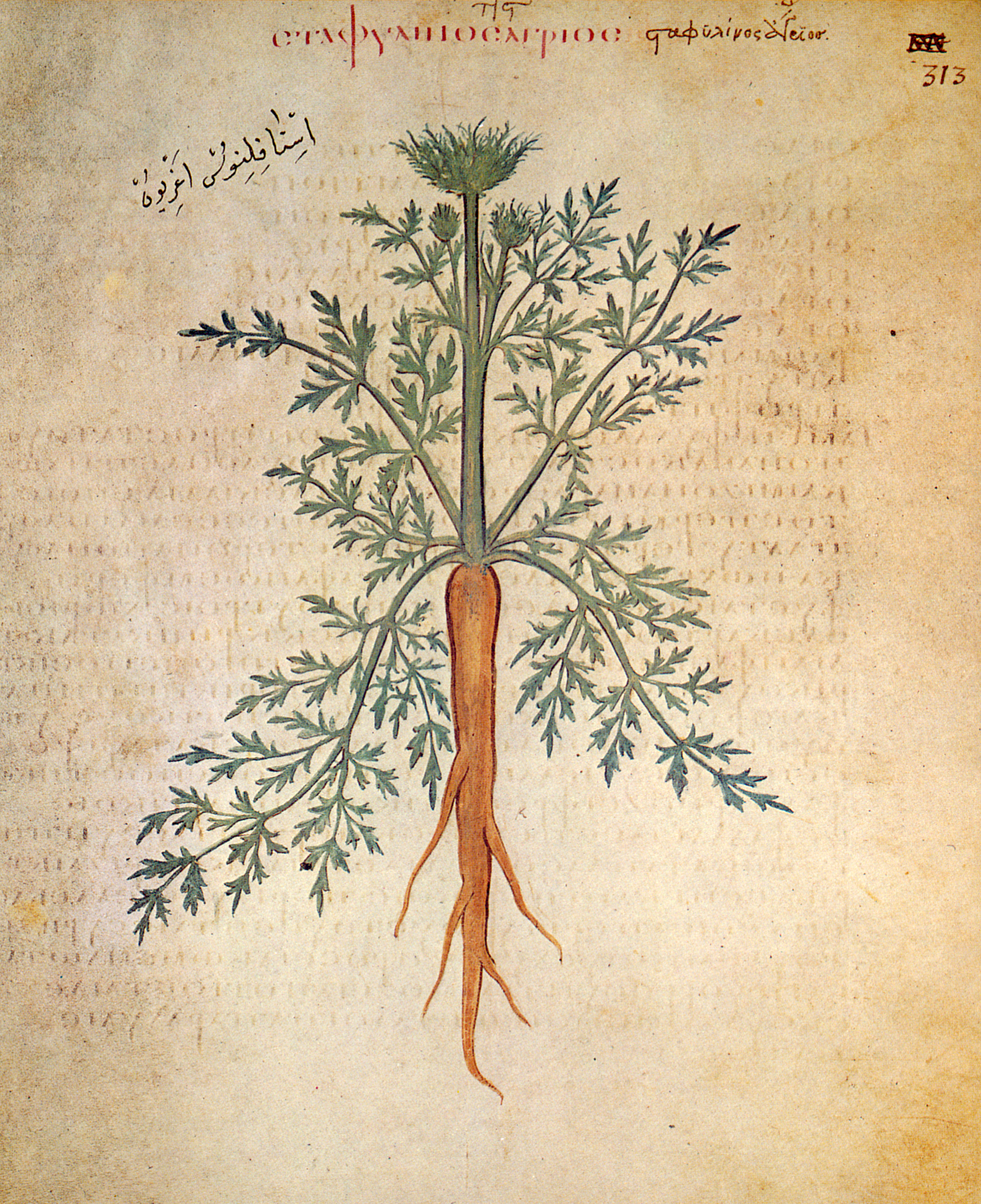
Морковь (иллюстрация из медицинского трактата «Венский Диоскорид», Византия, VI век)

По содержанию каротина морковь уступает лишь сладкому перцу. Морковь и морковный сок назначают больным с гипо- и авитаминозом А. Экспериментально установлено, что морковь активизирует внутриклеточные окислительно-восстановительные процессы, регулирует углеводный обмен, обладает антисептическим, противовоспалительным, обезболивающим и ранозаживляющим свойствами. Лечение морковным соком рекомендуют при заболеваниях, связанных с нарушением минерального обмена (жёлчнокаменная болезнь, метаболические полиартриты), показано употребление морковного сока в первые дни после инфаркта миокарда, а также для беременных женщин, кормящих матерей, детей. Свежий морковный сок используется также при анемии, гипоацидных гастритах. Однако свежая морковь и морковный сок противопоказаны при обострении язвенной болезни и энтеритах.
Из семян моркови получали препарат «Даукарин», представлявший собой сумму флавоноидов, который обладал спазмолитическим, сосудорасширяющим действием на коронарные и периферические сосуды, расслаблял гладкую мускулатуру, оказывал успокаивающее действие на центральную нервную систему. Даукарин применяли при хронической коронарной недостаточности, проявляющейся болями в области сердца и за грудиной в покое или после физического напряжения.
Жидкий экстракт моркови дикой входит в комплексный препарат «Уролесан», используемый при различных формах мочекаменной и жёлчнокаменной болезни, других заболеваниях жёлчных путей.
Морковь издавна высоко ценили в косметике, считали её эликсиром здоровья и красоты. При сухой и вялой коже морковный сок используют не только внутрь, но и наружно, для питательных масок. Морковный сок, к которому добавляют несколько капель лимонного сока, применяют при отбеливании кожи лица и против веснушек. А при втирании морковного сока в смеси с лимонным в кожу головы волосы лучше растут и приобретают красивый блеск.
В качестве лекарственного сырья используют плоды моркови дикой — Fructus Dauci carotae. Их заготовляют зрелыми и сушат при температуре 50—60 °C.

## Классификация
Ранее культивируемую морковь нередко рассматривали как отдельный вид Daucus sativus (Hoffm.) Röhl. (морковь культурная, или морковь посевная), в русскоязычной литературе такой подход преобладает до настоящего времени. В современной англоязычной литературе и международных базах данных культивируемую морковь обычно рассматривают как подвид моркови дикой: Daucus carota subsp. sativus (Hoffm.) Arcang.

### Таксономия[12]
Daucus carota (L.), 1753, Sp. Pl.: 242
Вид Морковь дикая относится к роду Морковь (Daucus) семейства Зонтичные (Apiaceae) порядка Зонтикоцветные  (Apiales). Кладограмма в соответствии с Системой APG IV:
|  |                                      |  |                                   |                                   |                     |  | ещё 6 семейств | ещё 6 семейств |               |  |                            |  | еще 44 подтвержденных вида и 40 в статусе "непроверенных" | еще 44 подтвержденных вида и 40 в статусе "непроверенных" |  |
|  |                                      |  |                                   |                                   |                     |  | ещё 6 семейств | ещё 6 семейств |               |  |                            |  | еще 44 подтвержденных вида и 40 в статусе "непроверенных" | еще 44 подтвержденных вида и 40 в статусе "непроверенных" |  |
|  |                                      |  |                                   | порядок Зонтикоцветные            |                     |  |                |                | род Морковь   |  |                            |  |                                                           |                                                           |  |
|  |                                      |  |                                   | порядок Зонтикоцветные            |                     |  |                |                | род Морковь   |  | 15 подтвержденных подвидов |  |                                                           |                                                           |  |
|  | отдел Цветковые, или Покрытосеменные |  |                                   |                                   | семейство Зонтичные |  |                |                | Морковь дикая |  |                            |  |                                                           |                                                           |  |
|  | отдел Цветковые, или Покрытосеменные |  |                                   |                                   |                     |  |                |                |               |  |                            |  |                                                           |                                                           |  |
|  |                                      |  | ещё 63 порядка цветковых растений | ещё 63 порядка цветковых растений |                     |  |                | ещё 447 родов  | ещё 447 родов |  |                            |  |                                                           |                                                           |  |
|  |                                      |  |                                   | ещё 63 порядка цветковых растений |                     |  |                |                | ещё 447 родов |  |                            |  |                                                           |                                                           |  |

### Внутривидовые таксоны
- со статусом «подтвержденный» ('accepted') 
  - Daucus carota subsp. azoricus  Franco 
  - Daucus carota subsp. cantabricus  A.Pujadas 
  - Daucus carota subsp. carota 
  - Daucus carota subsp. commutatus  (Paol.) Thell. 
  - Daucus carota subsp. drepanensis  (Arcang.) Heywood 
  - Daucus carota subsp. fontanesii  Thell. 
  - Daucus carota subsp. gadecaei  (Rouy & E.G.Camus) Heywood 
  - Daucus carota subsp. gummifer  (Syme) Hook.f. 
  - Daucus carota subsp. halophilus  (Brot.) A.Pujadas 
  - Daucus carota subsp. hispanicus  (Gouan) Thell. 
  - Daucus carota subsp. majoricus  A.Pujadas 
  - Daucus carota subsp. maritimus  (Lam.) Batt. 
  - Daucus carota subsp. maximus  (Desf.) Ball 
  - Daucus carota subsp. rupestris  (Guss.) Heywood 
  - Daucus carota subsp. sativus  (Hoffm.) Arcang.

### Синонимы
- Carota sylvestris  Rupr.
- Caucalis carnosa  Roth
- Caucalis carota  Crantz
- Caucalis daucus  Crantz
- Daucus agrestis  Raf.
- Daucus alatus  Poir.
- Daucus allioni  Link
- Daucus australis  Kotov
- Daucus blanchei  Reut.
- Daucus brevicaulis  Raf.
- Daucus carota f. carota

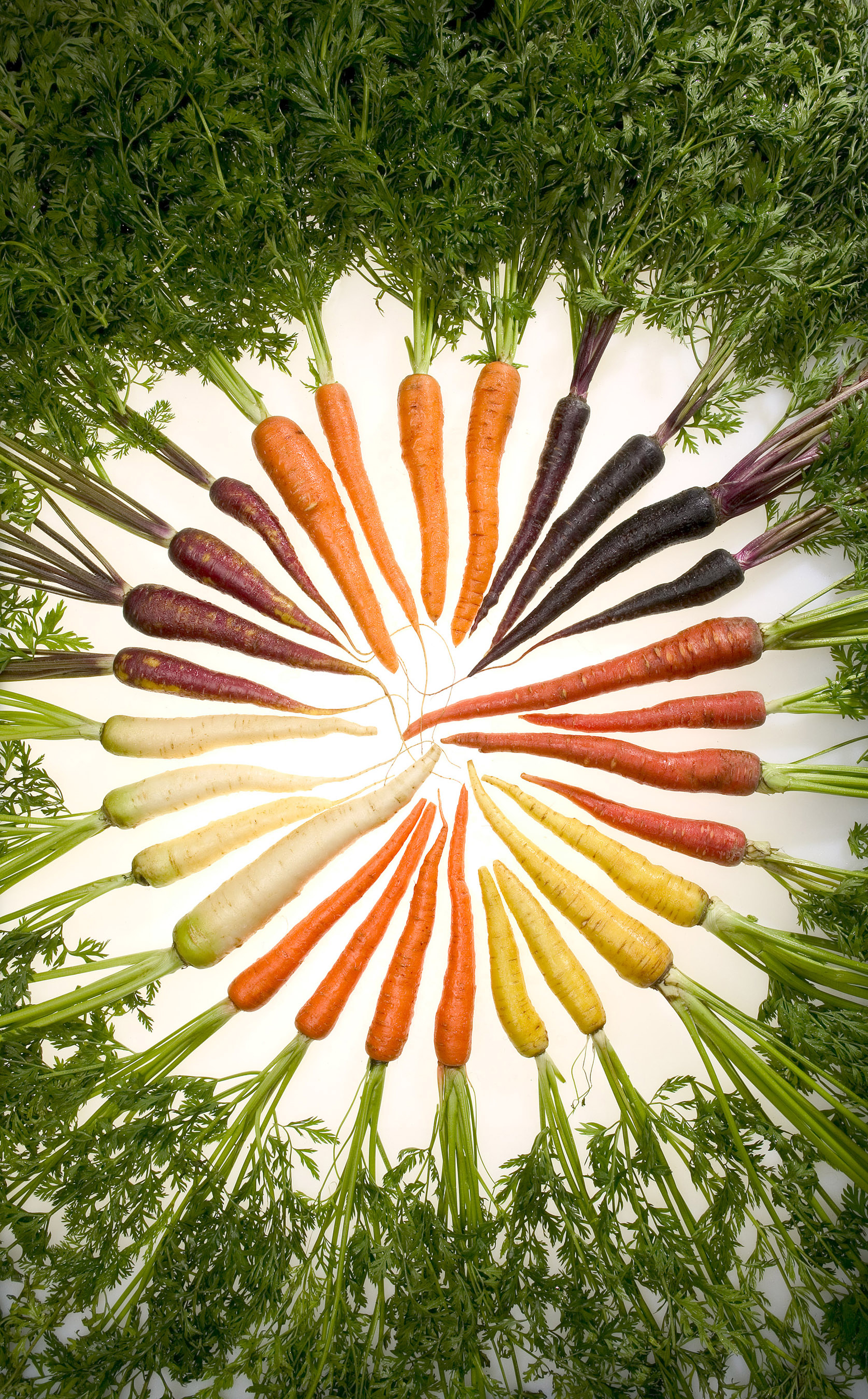
Сорта моркови с различной окраской корнеплодов

- Daucus carota f. epurpurata Farw.
- Daucus carota f. fischeri  Moldenke
- Daucus carota f. goodmanii  Moldenke
- Daucus carota f. rosea  Millsp.
- Daucus carota f. roseus  Farw.
- Daucus carota subsp. dentatus  (Bertol.) Fiori
- Daucus carota subsp. hispidus  Masclef
- Daucus carota var. brachycaulos  Reduron
- Daucus carota var. brachycentrus  Maire
- Daucus carota var. carota
- Daucus carota var. excelsus  Maire
- Daucus carota var. linearis  Reduron
- Daucus carota var. pseudocarota  (Rouy & E.G.Camus) Reduron
- Daucus communis  Rouy & E.G.Camus
- Daucus communis var. pseudocarota  Rouy & E.G.Camus
- Daucus dentatus  Bertol.
- Daucus esculentus  Salisb.
- Daucus exiguus  Steud.
- Daucus glaber  Opiz ex Čelak.
- Daucus heterophylus  Raf.
- Daucus kotovii  M.Hiroe
- Daucus levis  Raf.
- Daucus littoralis var. forsskalii  Boiss.
- Daucus littoralis var. glabra  (Forssk.) Hosni
- Daucus littoralis var. negevensis  Plitmann
- Daucus marcidus  Timb.-Lagr.
- Daucus maritimus  With.
- Daucus montanus  Schmidt ex Nyman
- Daucus neglectus  Lowe
- Daucus nudicaulis  Raf.
- Daucus officinalis  Gueldenst. ex Ledeb.
- Daucus polygamus  Jacq. ex Nyman
- Daucus scariosus  Raf.
- Daucus sciadophylus  Raf.
- Daucus strigosus  Raf.
- Daucus sylvestris  Mill.
- Daucus vulgaris  Garsault
- Daucus vulgaris  Neck.
- Platyspermum alatum  Schult.
- Tiricta daucoides  Raf.